# Kościół św. Izydora w Topólczy
Kościół św. Izydora w Topólczy – katolicki kościół w Topólczy, dawna cerkiew prawosławna. 

## Historia
Cerkiew w Topólczy została wzniesiona w 1913 z fundacji Kławdija Paschałowa, słowianofilskiego publicysty i ziemianina. Autorem projektu świątyni był Aleksandr Puring. Według tego samego planu wzniesiono także cerkwie w Oszczowie, Sławatyczach, Kryłowie i Krupem. Świątynia służyła 448 parafianom, w 1915 została opuszczona, gdy miejscowa ludność prawosławna udała się na bieżeństwo.
W 1919 została zrewindykowana na rzecz Kościoła katolickiego. Została wówczas przebudowana: z bryły budynku usunięto kopuły i zmieniono konstrukcję dachu. Rekoncyliacja świątyni odbyła się na prośbę miejscowej społeczności katolickiej, która po bieżeństwie znalazła się w zdecydowanej większości - z Rosji wróciło tylko 90 osób wyznania prawosławnego. Powtórne poświęcenie obiektu miało miejsce 19 kwietnia 1919. Miejscowi wyznawcy prawosławia nie sprzeciwiali się tej decyzji, a niektórzy z nich zadeklarowali nawet chęć konwersji na katolicyzm.

## Architektura
Budowla jest trójdzielna, z kwadratową nawą i poligonalną absydą. Nad prostokątnym przedsionkiem wznosi się dzwonnica kryta dachem namiotowym wykończonym niewielką cebulastą kopułą. 
We wnętrzu kościoła znajduje się ołtarz główny z ikoną Matki Bożej oraz ołtarze boczne św. Izydora oraz Najświętszego Serca Pana Jezusa. Obraz patrona kościoła został namalowany w 1927, obydwa ołtarze w 1969 przebudowano. W 1960 do obiektu wstawiono chrzcielnicę. Drewniane nastawy ołtarzy wykonano, przekształcając pierwotne, cerkiewne wyposażenie świątyni. W 2002 Janusz Szpyt namalował w budynku polichromie - na suficie prezbiterium ofiarowanie Matki Bożej, w nawie głównej - czterech ewangelistów. Nad nastawami ołtarzy bocznych widoczne są postacie Stefana Wyszyńskiego i Jana Pawła II, zaś w oknach - witraże z postaciami Matki Boskiej Siewnej i Jezusa Miłosiernego. W 2002 w kościele odnaleziono zabytkowe ikony Narodzenia Matki Bożej, Chrztu Pańskiego oraz wizerunki świętych patronów fundatorów cerkwi w Topólczy. W 2004 obok kościoła zbudowana została dzwonnica.